# The Paris Review
The Paris Review es una revista literaria trimestral en inglés con base en Nueva York, fundada en París en 1953 por Harold L. Humes, Peter Matthiessen, y George Plimpton. Plimpton editó la revista por 50 años, concluyendo con su muerte en 2003. En sus primeros cinco años, The Paris Review publicó las obras de Jack Kerouac, Philip Larkin, V. S. Naipaul, Philip Roth, Adrienne Rich, Italo Calvino, Samuel Beckett, Nadine Gordimer, Jean Genet, y Robert Bly. Desde entonces, se ha convertido en uno de los medios principales para escritores emergentes y establecidos en el mundo. El editor actual de la revista es Lorin Stein.
La revista ha publicado una serie de gran prestigio, llamada "Writers at Work" ("Escritores en el Trabajo"), que incluye entrevistas con personas como Ernest Hemingway, Truman Capote, Joan Didion, T. S. Eliot, Ralph Ellison, William Faulkner, Elizabeth Bishop, Vladimir Nabokov, Toni Morrison, Ian McEwan, y Jorge Luis Borges. Esta serie se ha llamado "uno de los actos individuales más persistentes de la conversación cultural en la historia del mundo."

## Historia

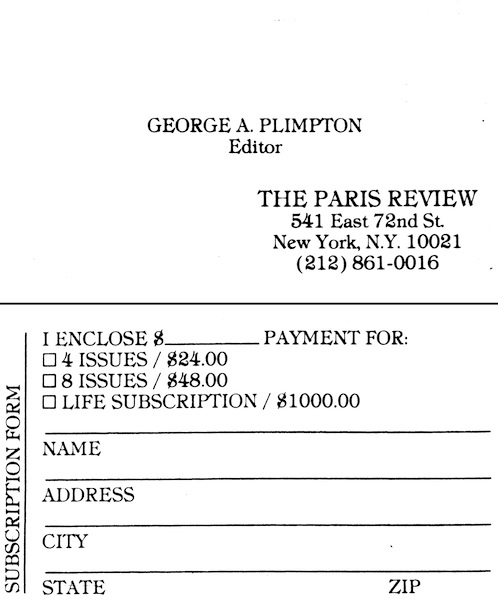
La carta empresarial de George Plimpton, con un formulario de suscripción para The Paris Review en el reverso.

Según una declaración editorial publicada en la edición inaugural por William Styron, el propósito de The Paris Review era enfatizar el trabajo creativo, en ficción como en poesía, no la exclusión de la crítica, pero con el objetivo presente de simplemente eliminar la crítica del lugar dominante que alberga en la mayoría de revistas literarias.
Los editores fundadores de la revista incluyen a Humes, Matthiessen, Plimpton, William Pène du Bois, Thomas H. Guinzburg, y John P. C. Train. El primer editor fue el Príncipe Sadruddin Aga Khan. Du Bois, el primer editor artístico, diseñó el icónico logo de The Paris Review, que muestra a una águila, para incluir significado americano y francés: un águila americana sosteniendo una pluma y usando un gorro frigio, un símbolo de la Francia revolucionaria.
La primera oficina de la revista fue en un pequeño cuarto de la casa editorial Les éditions de la Table ronde. El equipo de The Paris Review no tenía las llaves de la oficina, así que los que se quedaban a trabajar tarde tenían que escalar por la ventana, colgarse de la barda y saltar, a veces eran tomados por ladrones por la policía.[cita requerida] Otras ubicaciones legendarias de The Paris Review incluyen un carguero de grano en el Río Támesis anclado en el Sena desde 1956 hasta 1957, donde las conferencias editoriales eran amenizadas por sesiones musicales con personas como Alan Eager, Chet Baker, Peter Duchin, Kenny Clarke, y David Amram. Por razones prácticas fue reubicada, debido en gran medida a la falta de comunicación telefónica. El Café de Tournon, ubicado en el Rue de Tournon en la margen izquierda del Sena, era el lugar de encuentro para el grupo de empleados y escritores de la revista, que incluyó personas como du Bois, Plimpton, Matthiessen, Alexander Trocchi, Christopher Logue, y Eugene Walter.
El primer piso y el sótano del apartamento de George Plimpton en la calle 72 de Nueva York se convirtió en la sede de The Paris Review cuando se trasladó de París a Nueva York en 1973.
La revista ha consistentemente presentado los principales escritores del momento. Obras de Adrienne Rich fueron publicadas por primera vez en sus páginas, así como obras por escritores como Naipaul, Philip Roth, T. Coraghessan Boyle, Mona Simpson, Edward P. Jones, y Rick Moody. Selecciones de la novela Molloy por Samuel Beckett, aparecieron en la quinta edición. La revista fue también entre las primeras revistas en reconocer las obras de Kerouac con la publicación de su cuento "The Mexican Girl" en 1955. Otros hitos de la literatura contemporánea, ahora más antologías, también hicieron sus primeras apariciones en The Paris Review: Last Comes the Raven por Italo Calvino, Goodbye, Columbus por Philip Roth, Alice por Donald Barthelme, The Basketball Diaries por Jim Carroll, Far Tortuga por Matthiessen, The Virgin Suicides por Jeffrey Eugenides, y The Corrections por Jonathan Franzen.
Time elogió The Paris Review como "«la mayor revista pequeña en la historia»" y Margaret Atwood dijo que "The Paris Review es una de las pocas revistas literarias verdaderamente esenciales en el siglo veinte — y ahora, del veintiuno."

## Serie de entrevistas
Una entrevista con E. M. Forster — a quién Plimpton conoció mientras estudiaba en King's College, Cambridge — se convirtió en el primero de muchas entrevistas actualmente legendarias realizadas por The Paris Review. Ahora titulada Writers at Work ("Escritores en el Trabajo"), la serie de entrevistas de The Paris Review rápidamente se convirtió en una característica importante de la revista, elogiada por su visión innovadora en las vidas y artesanías de escritores. Aunque tienen una historia venerable, algunas de las entrevistas tuvieron éxito a pesar de sí mismas: la entrevista de Graham Greene casi terminó antes de que empezara cuando uno de los entrevistadores llegó con resaca y vomitó en su sombre en la puerta de Greene; y la entrevista de Nabokov era acortada cuando Jeopardy! estaba siendo emitido en la televisión.
Sujetos de entrevistas tempranas incluyeron W. H. Auden, John Berryman, Saul Bellow, Jorge Luis Borges, William S. Burroughs, Truman Capote, John Cheever, Isak Dinesen, T. S. Eliot, Ralph Ellison, Robert Frost, Allen Ginsberg, Ernest Hemingway, Joseph Heller, Kerouac, Norman Mailer, Henry Miller, Marianne Moore, Nabokov, Joyce Carol Oates, Dorothy Parker, Harold Pinter, John Updike, Kurt Vonnegut, Evelyn Waugh, E. B. White, William Carlos Williams, y P. G. Wodehouse.
Entrevistados de eras recientes incluyeron Woody Allen, Maya Angelou, John Ashbery, James Baldwin, Elizabeth Bishop, Ray Bradbury, Joseph Brodsky, Raymond Carver, R. Crumb, Don DeLillo, Joan Didion, Louise Erdrich, Jonathan Franzen, William Gaddis, Seamus Heaney, Michel Houellebecq, Eugene Ionesco, Milan Kundera, Fran Lebowitz, Mario Vargas Llosa, Gabriel García Márquez, Ian McEwan, Arthur Miller, David Mitchell, Haruki Murakami, Philip Roth, Salman Rushdie, Stephen Sondheim, Susan Sontag, George Steiner, y Hunter S. Thompson.

## Serie impresa
En 1964, The Paris Review inició una serie de impresiones y carteles de los principales artistas contemporáneos con el objetivo de establecer una relación permanente entre los mundos de la escritura y del arte — Drue Heinz, entonces la editora de The Paris Review, comparte créditos con Jane Wilson para iniciar la serie. En el medio siglo desde su creación, la serie ha contado con muchos de los principales artistas que pasaron por Nueva York en las décadas posguerras — de Louise Bourgeois a William de Kooning a David Hockney, Helen Frankenthaler, Keith Haring, Robert Indiana, Alex Katz, Ellsworth Kelly, Sol LeWitt, Roy Lichtenstein, Robert Motherwell, Louise Nevelson, Claes Oldenburg, Robert Rauschenberg, Larry Rivers, James Rosenquist, Ed Ruscha, y Andy Warhol.
La serie fue suspendida después de la muerte de George Plimpton en 2003. Un relanzamiento está prevista para abril de 2011.

## La revista en la actualidad
Plimpton murió en septiembre de 2003, dejando de editor a Brigid Hughes para que tomara el control. Fue durante este tiempo que The Paris Review fue acusada por la Alianza Literaria Subterránea por haber aceptado dinero de la CIA para diseminar mala información. Un artículo publicado por el The New York Times en 2007 apoyaba la queja de que el editor fundador, Peter Matthiessen, estaba en la CIA pero dijo que la revista estaba siendo usada como cubierta, en vez de colaboradora, para sus actividades de espionaje.
En 2005, la junta de directores de la revista (la revista ha sido una institución sin fines de lucro desde el 2000) contrató a un comité de seguimiento encabezado por Robert Silvers, el editor de The New York Review of Books, para encontrar un editor permanente. Philip Gourevitch fue seleccionado como un sucesor para Plimpton. Gourevitch ya había obtenido apoyo como escritor en The New Yorker y como el autor de A Cold Case (2001) y We Wish to Inform You That Tomorrow We Will be Killed With Our Families (1998), que ganó en National Book Critics Award, el Los Angeles Times Book Prize, y el Guardian First Book Award. Gourevitch impresionó al comité de búsqueda proponiendo que The Paris Review pudiera ser "revitalizada y ligeramente reconcebida para un nuevo siglo," mientras que se respetara su extraordinario legado.
Su primer número, apareciendo en septiembre de 2005, reveló la nueva imagen de The Paris Review. Físicamente, era más alta y delgada - "una cita muy ardiente," como la describió Gourevitch. Por dentro, el formato había sido también revitalizado. Gourevitch internacionalizó el contenido de poesía publicando más poemas de menos poetas en cada edición, organizando los poemas en folios y contratando a Charles Simic, un emigrante de la República Federal Socialista de Yugoslavia como uno de los editores de poesía. Hay una decidida preferencia por los poemas cortos en el nuevo Paris Review como se refleja en el hecho de que el Premio Bernard F. Conners por Poesía, dado por el Paris Review "por el mejor poema de más de 200 líneas publicado en The Paris Review en el año pasado," no ha sido otorgado desde 2004, según la revista.
Gourevich también incorporó más piezas de no ficción y fotografía, que están ahora en color, en la revista. La introducción de más no-ficción en la revista encontró éxito inmediato: la nueva serie "Encounter" ha publicado sesiones de PyR con los segmentos más bajos de la sociedad China, incluyendo un cadáver caminante y un doliente profesional; un prisionero atrapado en una prisión de Nueva Orleans durante el Huracán Katrina; un asesino serbio, y Laura Alberto, la mujer que realizó el fraude literario de JT Leroy. Escritores de nueva ficción también has sido descubiertos, más notablemente Bejamin Percy, cuya historia "Refresca, Refresca" del número de Otoño/Invierno del 2005 fue la historia principal en Best American Short Stories del 2006 y ganó el Premio Plimpton del 2007 por Ficción. Ha habido también nuevas entrevistas con leyendas literarias como Salman Rushdie, Joan Didion y Stephen King. En 2006, The Paris Review y Picador publicaron un volumen críticamente aclamado de Paris Review, seleccionado de más de cincuenta años de entrevistas de "Writers at Work."
Gourevich anunció su salida en el otoño de 2009, con el deseo de concentrarse más extensamente en su escritura, y su sucesor, Lorin Stein, fue designado como editor de The Paris Review en abril de 2010. Bajo Stein, la revista rediseño tanto su edición impresa como su sitio web, e hizo accesible en línea su archivo completo de entrevistas.
The Paris Review acepta envíos de poesía, ficción, no ficción, y arte a través del año, pero solo por correo. Las guías de envío están disponibles en el sitio web oficial de The Paris Review.

## Contribuyentes notables
| - Chinua Achebe - Ai - Nelson Algren - Donald Antrim - Paul Auster - James Baldwin - J. G. Ballard - Alessandro Baricco - Rick Bass - Simone de Beauvoir - Samuel Beckett - Elizabeth Bishop - Harold Bloom - Paul Bowles - Joseph Brodsky - Christopher Browne - William S. Burroughs - Italo Calvino - Truman Capote - Jim Carroll | - Raymond Carver - Junot Diaz - Isak Dinesen - Lawrence Durrell - Ralph Ellison - Jeffrey Eugenides - E. M. Forster - Athol Fugard - Allen Ginsberg - Nadine Gordimer - Henry Green - Graham Greene - Linda Gregg - Mohsin Hamid - Seamus Heaney - Ernest Hemingway - Ann Hood - P. D. James - Miranda July - Daniel Kehlmann | - Jack Kerouac - Philip Larkin - Malcolm Lowry - Norman Mailer - Gabriel García Márquez - Mary McCarthy - Ian McEwan - Michael McFee - Rick Moody - Lorrie Moore - Marianne Moore - Wright Morris - Paul Muldoon - Haruki Murakami - Les Murray - Vladimir Nabokov - V. S. Naipaul - Harold Pinter - Ezra Pound - Adrienne Rich | - Philip Roth - Saïd Sayrafiezadeh - Brenda Shaughnessy - John Simon - Terry Southern - George Steiner - John Updike - Helen Vendler - Kurt Vonnegut - Derek Walcott - Eugene Walter - John Edgar Wideman |

## Otras publicaciones deThe Paris Review
- The Paris Review Interviews, Volume 1 (Las Entrevistas de The Paris Review, Volumen 1) (Picador, 2006, Canongate 2007)
- The Paris Review Book of People with Problems (El Libro de The Paris Review de Gente con Problemas) (Picador, 2005)
- The Paris Review Book for Planes, Trains, and Waiting Rooms (El Libro de The Paris Review de Aviones, Trenes y Salas de Espera) (Picador, 2004)
- The Paris Review Book of Heartbreak, Madness, Sex, Love, Betrayal, Outsiders, Intoxication, War, Whimsy, Horrors, God, Death, Dinner, Baseball, Travel (El Libro de The Paris Review de Corazones Rotos, Locura, Sexo, Amor, Traición, Extraños, Intoxicación, Guerra, Alcohol, Horrores, Dios, Muerte, Cena, Baseball, Viajes) (Picador, 2004)
- Latin American Writers at Work (Escritores Latinoamericanos Trabajando)(The Modern Library, 2003)
- Playwrights at Work (Guiones Trabajando) (The Modern Library, 2000)
- Beat Writers at Work (Escritores Beat Trabajando) (The Modern Library, 1999)
- The Writers Chapbook (El Libro de los Escritores) (The Modern Library, 1999)
- Women Writers at Work (Escritoras Trabajando) (Random House, 1998)

## Premios
Los editores de la revista anunciaron estos premios en el número de invierno, con ganadores seleccionados de historias y poemas publicados en The Paris Review en un año dado:
- Premio Plimpton — $5000 otorgados para el mejor trabajo de ficción o poesía por un escritor nuevo o no publicado previamente. Ganadores recientes incluyen Caitlin Horrocks, Alistair Morgan, Jesse Ball, y Benjamin Percy.
- La Hadada de The Paris Review — una estatuilla de bronce "otorgada anualmente a un miembro distinguido de la comunidad literaria que ha demostrado un compromiso fuerte y único a la literatura." El premio puede ser otorgado a un escritor, lector, editor, publicación, u organización. Individuos que han ganados este premio en el pasado incluyen John Ashbery, Joan Didion, Norman Mailer, Peter Matthiessen, George Plimpton, Barney Rosset, William Styron, y, más recientemente, Philip Roth.
- Premio Sureño Terry para Humor

Anteriormente, estos premios también se han otorgados:
- Premio Aga Khan por Ficción — $1000 otorgado por la mejor historia corta.
- Premio Bernard F. Connors por Poesía — $1000 otorgado por el mejor poema de más de 200 líneas.

Para un listado completo de todos los ganadores de premios otorgados por The Paris Review, véase el sitio web oficial de la revista.

## "Spring Revel"
Cada año, The Paris Review aloja una gala anual llamado la "Spring Revel" (Gala de la Primavera), que celebra escritores importantes de Estados Unidos. Esta gala "une las figuras y patrones principales de las artes y letras americanas a lo largo de Nueva York, para rendir homenaje a escritores distinguidos en las diferentes fases de sus carreras." Centrada alrededor de la presentación de la Hadada, el Premio Plimpton, y el Premio Sureño Terry por Humor, la "Spring Revel" dirige su recaudación hacia The Paris Review Foundation, una organización no lucrativa establecida en 2000 para asegurar el futuro de The Paris Review.

## Audio
- George Plimpton entrevistado por Don Swaim (1986) Archivado el 22 de octubre de 2007 en Wayback Machine.